# Хуан Пісарро
Хуáн Пісáрро і Алóнсо (ісп. Juan Pizarro y Alonso; 1505 або 1511, Трухільйо  — 1536 або 1537, Куско) — іспанський конкістадор, один з братів Пісарро, які завоювали Перу і отримали частину скарбів зі знаменитого «Викупу Атавальпи».

## Брати Пісарро
Брати Пісарро стали знаменитими завдяки старшому братові Франсіско Пісарро, який організував експедицію в Перу і завоював разом зі своїми братами Імперію Інків. Хуан Пісарро був рідним братом Гонсало Пісарро і братом по батькові Франсіско і Ернандо. Завдяки батькові, все брати Пісарра припадали троюрідними братами іншому знаменитому конкістадору Ернану Кортесу.

## Експедиція в Перу
Як і інші брати, Ернандо супроводжував свого брата Франсіско в його третій експедиції в Америку. У цій експедиції братам з невеликим загоном іспанців вдалося захопити Імперію Інків. Франсіско Пісарро відправився досліджувати північне узбережжя Перу, а братів Гонсало, Ернандо і Хуана Пісарро залишив управляти колишньою столицею Імперії Інків Куско. Правління братів ознаменувався корупцією і жахливою жорстокістю щодо корінного населення, що спричинило повстання інків. Хуан Пісарро загинув під час цього повстання при облозі інкскій фортеці Саксайуаман. Намагаючись піднятися на високі стіни фортеці, він був убитий інком, який скинув на нього великий камінь.